# Comune di Ærø
Il comune di Ærø (pronuncia /ˈeːˌʁøːʔ/) è un comune della Danimarca situato sull'omonima isola nella regione della Danimarca Meridionale (Syddanmark).
Capoluogo e sede amministrativa è il centro abitato di Ærøskøbing.
Il territorio comunale include anche le isole di Birkholm (circa 10 abitanti) e le isole non abitate Lilleø, Dejrø e Halmø.
Il comune è stato costituito in seguito alla riforma amministrativa del 1º gennaio 2006 accorpando i precedenti comuni di Ærøskøbing e Marstal.

## Centri abitati
I centri abitati principali del comune sono:
- Marstal (2 077)
- Ærøskøbing (913)
- Søby (435)